# Cattedrale di Quimper
La cattedrale di San Corentino (in francese: Cathédrale Saint-Corentin de Quimper) è la chiesa cattolica principale di Quimper, in Bretagna, classificata come monumento storico dal 1862 e uno dei più antichi esempi di architettura gotica della regione. La chiesa è dedicata a Corentino di Quimper, primo vescovo della diocesi. La costruzione della cattedrale, sul luogo di una precedente chiesa romanica, durò dal XIII al XV secolo (fino al XIX secolo per le guglie).
Nel 1870 è stata elevata al rango di Basilica minore.